# Puchar Świata w Kolarstwie Szosowym 1995
Puchar Świata w kolarstwie szosowym w sezonie 1995 to siódma edycja tej imprezy. Organizowany przez UCI, obejmował jedenaście wyścigów, z których wszystkie odbyły się w Europie. Pierwszy wyścig – Mediolan-San Remo – odbył się 18 marca, a ostatni – Giro di Lombardia – 21 października.
Trofeum sprzed roku bronił Włoch Gianluca Bortolami. Tym razem w klasyfikacji generalnej zwyciężył Belg Johan Museeuw. Najlepszym teamem okazał się włoski Mapei-GB.

## Kalendarz
| Data  | Wyścig                      | Zwycięzca           | Drugi               | Trzeci            |
| ----- | --------------------------- | ------------------- | ------------------- | ----------------- |
| 18.03 | Mediolan-San Remo           | Laurent Jalabert    | Maurizio Fondriest  | Stefano Zanini    |
| 02.04 | Ronde van Vlaanderen        | Johan Museeuw       | Fabio Baldato       | Andrei Tchmil     |
| 09.04 | Paryż-Roubaix               | Franco Ballerini    | Andrei Tchmil       | Johan Museeuw     |
| 16.04 | Liège-Bastogne-Liège        | Mauro Gianetti      | Gianni Bugno        | Michele Bartoli   |
| 22.04 | Amstel Gold Race            | Mauro Gianetti      | Davide Cassani      | Beat Zberg        |
| 01.05 | Rund um den Henninger-Turm  | Francesco Frattini  | Jens Heppner        | Massimo Podenzana |
| 06.08 | Leeds International Classic | Maximilian Sciandri | Roberto Caruso      | Alberto Elli      |
| 12.08 | Clásica de San Sebastián    | Lance Armstrong     | Stefano Della Santa | Johan Museeuw     |
| 20.08 | Mistrzostwa Zurychu         | Johan Museeuw       | Gianni Bugno        | Giorgio Furlan    |
| 15.10 | Paryż-Tours                 | Nicola Minali       | Andrei Tchmil       | Sven Teutenberg   |
| 21.10 | Giro di Lombardia           | Gianni Faresin      | Daniele Nardello    | Michele Bartoli   |

## Klasyfikacja indywidualna
| Lp. | Zawodnik            | Team                      | Punkty |
| --- | ------------------- | ------------------------- | ------ |
| 1.  | Johan Museeuw       | Mapei – GB                | 199    |
| 2.  | Andrei Tchmil       | Lotto-Isoglass            | 114    |
| 3.  | Mauro Gianetti      | Polti                     | 106    |
| 4.  | Michele Bartoli     | Mercatone Uno-Juvenes     | 100    |
| 5.  | Fabio Baldato       | MG Maglificio – Technogym | 91     |
| 6.  | Gianni Bugno        | MG Maglificio – Technogym | 88     |
| 7.  | Maurizio Fondriest  | Lampre – Ceramica Panaria | 87     |
| 8.  | Maximilian Sciandri | MG Maglificio – Technogym | 79     |
| 8.  | Lance Armstrong     | Motorola                  | 74     |
| 10. | Stefano Zanini      | Gewiss – Ballan           | 65     |

## Klasyfikacja drużynowa
| Lp. | Team                    | Punkty |
| --- | ----------------------- | ------ |
| 1.  | Mapei-GB                | 98     |
| 2.  | MG Maglificio-Technogym | 97     |
| 3.  | Gewiss-Ballan           | 50     |
| 4.  | TVM-Polis Direct        | 46     |
| 5.  | Carrera Jeans-Tassoni   | 41     |